# Alfred Groß (Politiker, 1945)
Alfred Groß (* 22. Mai 1945 in Berlin) ist ein ehemaliger deutscher Politiker (SED), der unter anderem Funktionär der Freien Deutschen Jugend (FDJ) sowie im November/Dezember 1989 Leiter der ZK-Abteilung Verwaltung der Wirtschaftsbetriebe war.

## Leben
Alfred Groß, Sohn eines Lehrers, begann nach dem Besuch der Oberschule 1959 eine Berufsausbildung zum Landwirt, die er 1962 abschloss. Er legte später noch die Meisterprüfung ab und wurde 1960 Mitglied der Freien Deutschen Jugend (FDJ). Er war zwischen 1964 und 1967 Instrukteur der FDJ-Kreisleitung im Kreis Brand-Erbisdorf und wurde in dieser Zeit 1965 Mitglied der Sozialistischen Einheitspartei Deutschlands (SED). Nachdem er 1967 einen Lehrgang an der Bezirksparteischule „Ernst Schneller“ der SED-Bezirksleitung Karl-Marx-Stadt in Mittweida besucht hatte, war er 1968 zunächst 2. Sekretär und danach zwischen 1969 und 1972 1. Sekretär der FDJ-Kreisleitung im Kreis Brand-Erbisdorf. Daraufhin wechselte er in den Zentralrat der FDJ und war dort 1972 stellvertretender Leiter sowie anschließend Leiter einer Abteilung. Ein Studium an der Parteihochschule „Karl Marx“ schloss er 1978 als Diplom-Gesellschaftswissenschaftler ab. Daraufhin war er zwischen 1979 und 1982 Mitglied des Zentralrates und Mitglied des Büros des Zentralrates der FDJ sowie zudem als Nachfolger von Günter Böhme von 1982 bis 1989 Sekretär des Zentralrates der FDJ für Organisation. In dieser Funktion war er unter anderem für Planung und Organisation des Pfingsttreffens 1989 in Berlin zuständig.
Groß, der mit dem Vaterländischen Verdienstorden (VVO) ausgezeichnet wurde, übernahm im November 1989 von Günter Glende den Posten als Leiter der ZK-Abteilung Verwaltung der Wirtschaftsbetriebe und war damit bis zur Auflösung beziehungsweise Umbenennung der SED am 16. / 17. Dezember 1989 zuständig für Parteibetriebe, Druckereien, Verlage und Gebäude des ZK der SED.

## Weblink
- Helmut Müller-Enbergs: Groß, Alfred. In: Wer war wer in der DDR? 5. Ausgabe. Ch. Links, Berlin 2010, ISBN 978-3-86153-561-4.